# Цвєтков Олексій Петрович
Олексій Петрович Цвєтков (2 лютого 1947, Станіслав (сучасний Івано-Франківськ), УРСР — 12 травня 2022) — російський поет, прозаїк, есеїст, критик, перекладач, який з 1975 року мешкав у США, а з 2018 року — в Ізраїлі. Лауреат премії Андрія Бєлого (2007) та Російської премії (2011).

## Біографія
Олексій Цвєтков народився у Станіславові та виріс у Запоріжжі. Навчався на хімічному факультеті Одеського університету, згодом також на історичному факультеті (1965–1968) та факультеті журналістики (1971–1974) Московського державного університету.
Був членом поетичної групи «Московський час» разом з Бахитом Кенжеєвим, Сергієм Гандлевським та Олександром Сопровським.
1975 року був арештований, висланий з Москви та емігрував до США. Редагував газету «Російське життя» в Сан-Франциско в 1976–1977 роках. Навчався в Мічиганському університеті, 1983 року захистив дисертацію. В коледжі Дікінсон викладав російську літературу.
З 1989 року працював в Мюнхені та Празі на радіо «Свобода», як редактор та вів програми «Сьомий континент» та «Атлантичний щоденник». Від 2007 року жив у Вашингтоні, з 2009 року в Нью-Йорку, з 2018 року — в Бат-Ямі (Ізраїль).
Помер 12 травня 2022 року.

## Громадянська позиція
21 лютого 2022 року підписав відкритий колективний лист російського Конгресу інтелігенції "Ви будете прокляті!" Паліям війни», в якому йдеться про історичну відповідальність влади РФ за розпалювання «великої війни з Україною».

## Нагороди
- Премія Андрія Бєлого (2007)
- Російська премія (2011)

## Книги
- Сборник пьес для жизни соло. — Энн Арбор: Ардис, 1978.
- Состояние сна. — Энн Арбор: Ардис, 1981.
- Эдем. — Энн Арбор: Ардис, 1985.
- Стихотворения. — СПб.: Пушкинский фонд, 1996.
- Дивно молвить: Собрание стихотворений. — СПб.: Пушкинский фонд, 2001.
- Просто голос: Поэма [в прозе]; эссе. — М: Независимая газета, 2002.
- Бестиарий. — Екатеринбург: Евдокия, 2004.
- Шекспир отдыхает. — СПб.: Пушкинский фонд, 2006.
- Эдем и другое. — М.: ОГИ, 2007.
- Имена любви. — М.: Новое издательство, 2007
- Атлантический дневник. — М.: Новое издательство, 2007
- Ровный ветер. — М.: Новое издательство, 2008.
- Сказка на ночь. — М.: Новое издательство, 2010.
- Детектор смысла. — М.: АРГО-РИСК, Книжное обозрение, 2010.
- Онтологические напевы. — New York: Ailuros Publishing, 2012.
- Последний континент. — Харьков: Фолио, 2012.
- Записки аэронавта. — М.: Время, 2013.
- salva veritate. — New York: Ailuros Publishing, 2013.
- все это или это все. Собрание стихотворений в двух томах. — New York: Ailuros Publishing, 2015.